# Ralston Paterson
James Ralston Kennedy Paterson (Edinburgh, 21 mei 1897 - Moffat, 31 augustus 1981)  was een Brits radiotherapeut.

## Leven en werk
In 1931werd hij directeur van het Holt Radium Institute in Manchester. Hij was de voornaamste radiotherapeut in Engeland. Het Holt Radium Insitute ontwikkelde zich onder zijn leiding tot een toonaangevende radiotherapiecentrum in de wereld. Hij was de eerste die het belang van een vroege bestraling benadrukte tot aan de grens van het draaglijke voor de patiënt. Onder zijn leiding werd ook een methode ontwikkeld om zowel de primaire tumor als de zone daaromheen waarin mogelijk ook tumorcellen aanwezig waren zo homogeen mogelijk te bestralen. Paterson heeft samen met Herbert Parker het radiumdoseringssysteem ontwikkeld.

## Bron
- D.J.Th. Wagener: De geschiedenis van de oncologie. Houten, Bohn Stafleu van Loghum, 2008. ISBN 978-90-313-5232-6